# Puente Genil
Puente Genil est une ville d’Espagne, dans la province de Cordoue, communauté autonome d’Andalousie.

## Géographie

### Localisation
La commune de Puente Genil se situe dans le sud de la province de Cordoue, au centre de l’Andalousie. À vol d’oiseau, la ville est à une distance de 55 kilomètres de Cordoue, chef-lieu dd la province du même nom, et à une distance de 108 kilomètres de Séville, capitale de la communauté autonome.
De plus, Puente Gentil est la commune la plus peuplée du comarque Campiña Sur Cordobesa, même si elle n’en est pas sa capitale.

### Communes limitrophes
| Santaella         | Aguilar de la Frontera  | Aguilar de la Frontera |
| Estepa et Herrera | Puente Genil            | Aguilar de la Frontera |
| Estepa            | Casariche et Badolatosa | Aguilar de la Frontera |

### Accès et transports
La ville est accessible par de nombreuses routes locales, l’autoroute la plus proche étant l’A-45. 
La commune dispose également de trois lignes de bus fonctionnant du lundi au samedi et qui desservent les lieux importants de la ville.

## Histoire

### Toponymie
Le nom de la commune de Puente Genil vient du Genil, une rivière et affluent du Guadalquivir. 

## Administration

### Conseil Municipal
La commune dispose de 21 sièges au sein de son conseil municipal, du fait de sa population. À la suite de la dernière élection, le conseil municipal était réparti de cette manière :
| Situation  | Parti | Parti         | Sièges |
| ---------- | ----- | ------------- | ------ |
| Majorité   |       | PP            | 9 / 21 |
| Opposition |       | PSOE          | 7 / 21 |
| Opposition |       | Con Andalusía | 4 / 21 |
| Opposition |       | Vox           | 1 / 21 |

### Liste des maires
| Période                                  | Période  | Identité                | Étiquette | Qualité |
| ---------------------------------------- | -------- | ----------------------- | --------- | ------- |
| 1995                                     | 1999     | Miguel Vallejo Berral   | UGI       |         |
| 1999                                     | 2011     | Manuel Baena Cobos      | IU        |         |
| 2011                                     | 2023     | Esteban Morales Sánchez | PSOE-A    |         |
| 2023                                     | En cours | Sergio Velasco Albalá   | PP        |         |
| Les données manquantes sont à compléter. |          |                         |           |         |

## Sport
- La ville dispose d'un important club de handball, le CB Puente Genil.